# 茨城県立水海道第一高等学校・附属中学校
茨城県立水海道第一高等学校・附属中学校（いばらきけんりつ みつかいどうだいいちこうとうがっこう・ふぞくちゅうがっこう）は、茨城県常総市水海道亀岡町字亀岡にある公立高等学校・中学校。当記事では、沿革・学校所在地・学校施設等共通事項以外は、主に全日制普通科について記述する。

## 設置学科
- 普通科（単位制）

## 概要
鬼怒川の畔、筑波山を望む亀岡台地（鬼怒川低地内の微高地）に所在。「水海道一高」（みつかいどういちこう）や「海高」（かいこう）、「海一」（かいいち）、「海一高」（かいいちこう）といった通称・略称で呼ばれるほか、地元の常総市の旧水海道市域やその周辺地域では「一高」（いちこう）と呼ばれる。1900年の学校創立以来、2020年に120周年を迎える歴史の中で、同校の卒業生数は2万人を超える。

### 校訓・校風
- 校訓は「至誠・剛健・快活」。1917年（大正6年）制定。
- 水海道第一高等学校の校風を表す語として「済美（せいび）」という言葉が用いられる（後述）。

### 進学地域
現在 学区の制限はないが、生徒の居住地域は、学校が所在する常総市内を中心に、おおむね北は隣接する下妻市、南は取手市西部、東は隣接するつくば市西部、西は隣接する坂東市の範囲が大半となっている。

### 進路
四年制大学の他、短期大学、専門学校も含め、生徒のほぼ全員が進学希望。

## 沿革

### 略歴
1900年（明治33年）に、旧制下妻中學校（現在の茨城県立下妻第一高等学校）の分校として創立。2004年度から、学年制から単位制へ移行。2003年～2005年度には文部科学省「学力向上フロンティアハイスクール」に、2004年～2006年度には茨城県教育委員会の高等学校学力向上推進事業「大学進学ジャンプアップスクール」に指定された。2006年度に、同窓会長（当時）の山口武平の名を冠した「山口奨学基金」という奨学金制度が創設された。

### 年表
- 1900年（明治33年）
  - 4月1日 - 茨城縣下妻中學校水海道分校として、結城郡水海道町字亀岡2543番地に開校。
  - 4月23日 - 入学式挙行。この日を創立記念日とする[4]。
- 1901年（明治34年）5月30日 - 茨城県立下妻中学校水海道分校と改称。
- 1902年（明治35年）4月1日 - 独立して茨城県立水海道中学校と改称。
- 1910年（明治43年） - 校歌制定。
- 1947年（昭和22年）3月31日 - 学制改革により新制中学校（茨城県立水海道中学校併設中学校）を併設。
- 1948年（昭和23年）4月1日 - 学制改革により茨城県立水海道高等学校となる。全日制普通科・定時制普通科を設置。
- 1949年（昭和24年）4月1日 - 茨城県立水海道第一高等学校と改称。
- 1954年（昭和29年）7月10日 - 結城郡水海道町が市制、亀岡町を新設。当校の所在地が水海道市亀岡町字亀岡2543番地となる[5]。
- 1980年（昭和55年）6月29日 - 済美会館（同窓会館）竣工。
- 1996年（平成8年）7月4日 - 新体育館（複層式）竣工。
- 2000年（平成12年）4月23日 - 創立100周年記念式典挙行。
- 2004年（平成16年） - 全日制課程が進学重視型単位制へ移行。
- 2005年（平成17年）4月 - スクールバス運行開始。
- 2006年（平成18年）1月1日 - 水海道市が石下町を編入・改称し常総市が発足する。それにともない、所在地の表記が常総市水海道亀岡町字亀岡2543番地と変更する。
- 2012年（平成24年）12月 - 新本館が完成。
- 2015年（平成27年） - 定時制普通科課程廃止。
- 2020年（令和2年） - 創立120周年。
- 2022年（令和4年） - 附属中学校が開校[6]。

## 基礎データ

### アクセス
鉄道
- 関東鉄道常総線水海道駅下車、徒歩約5分。

路線バス
- 「弁天町」下車徒歩約2分。

スクールバス
- 坂東市岩井地区・猿島地区、境町、常総市石下地区を一周する路線。運行回数は朝1回・夕2回[7]。運行日は原則として授業日のみ。

### 象徴

#### 校章
- 現校章 - 海棠の葉3枚で「水海道」とし、旧制中学校の伝統を受け継いで勾玉6個を小さく組み合わせ、全体が「水」の字を形どる。 中央に「高」の字を配する[8]。1948年制定。
  - 海棠は、バラ科の落葉低木。4月頃 紅色の花が下向きに咲く。実は球形で黄褐色に熟す。枝は紫色で垂れ下がり、葉は長楕円形で細鋸歯がある。校章は、この葉をモティーフに用いている。
- 旧校章 - 旧制水海道中学校の校章は、勾玉4個と管玉1本で、水海道の「水」と中学校の「中」との二字をデザインしたものであった。 1902年（明治35年）制定[8]。

#### 校歌
創立10周年の1910年に制定。「早春賦」などで知られる吉丸一昌による作詞、横浜市歌などで知られる南能衛による作曲。
- 東京音楽学校教授 吉丸一昌 作詞
- 東京音楽学校助教授 南能衛 作曲

筑波の山は雲を衝き
鬼怒の流れは四十五里
空の彼方（あなた）に舟の帆白し
ここぞわれらが祖先の地
むかし天下を睥睨（へいげい）の
東国（あづま）男子（おのこ）の魂は
なお三寸の胸にあり
振るえ振るえもろともに
負けじ心をふりおこせ
いざやいざや我が友
負けじ心をふりおこせ
- 1番のみの校歌で、式典及び高校野球や定期戦の応援でも、その全てが歌われる。特に野球応援などでは他校は1番のみが演奏されるケースが多いが、本校校歌は1番しか無いため、演奏時間が前奏等を含め1分以上と長いのが特徴的である。
- 校地のロケーションを反映して、筑波山や鬼怒川が歌詞に登場し、また学校が所在する地域の歴史を反映して、かつて関東地方を平定し治めた人物（豪族）を念頭に、校歌が制定された旧制中学校（男子校）時代らしい、意欲の発揚や結束・団結を喚起する内容の歌詞となっているが、学校名や、所在地の地名「水海道」は一切出てこないことが特徴的な校歌である。

#### スクールカラー
スクールカラーはコバルトブルーである。紫と青が候補として挙げられていたが、応援団旗にした際に青空に映える色ということでコバルトブルーに決定した。

## 学校行事
- 定期戦（5月上旬） - 兄弟校・下妻第一高等学校との運動部対抗戦。地元紙等では「常総野（じょうそうや）の早慶戦」と称している。毎年交互に片方の高校が会場校となり、全校生徒が現地で出席をとる。全校生徒が関東鉄道常総線を使って移動するため、当日は常総線の車両が増結される。会場校の最寄り駅に着くと両校の応援団によるにらみ合いが行われる。駅から会場校まで、両校の応援団、吹奏楽部、チアリーダーによる「花魁道中」も行われる。1947年（昭和22年）に始まり、一時は年2回行われたこともあり、2017年（平成29年）には第80回を迎えた。これまでは、総合成績で水海道一高が数勝上回る程度での均衡状態であったが、直近は負けが先行する状態が続いている。
- 亀陵祭（6月上旬） - 文化祭。名称の由来は学校所在地の「亀岡」から。通例、クラスや一部の部活のステージ発表が行なわれる1日目（校内公開）と、各部活・委員会・有志団体の発表やクラスの模擬店の出店が行なわれる2日目（一般公開）とに分けて行われる。
- 文化講演会・芸術鑑賞会（秋） - 文化講演会は1964年（昭和39年）から行なわれている。過去の主な講師は、開高健、ピーター・フランクルなど。芸術鑑賞会は2001年度（平成13年度）から常総市民会館（旧・水海道市民会館）で開かれている。内容は演劇、狂言など。文化講演会は3年に一度となっている。
- 修学旅行（10月上～中旬） - 2年次で実施。2006年度からは海外へも行くようになった。
- クラスマッチ（10月中旬） - 学年ごとに、サッカー、ソフトボールなどの球技が行われ、最後に男女混合競技（リレー、ドッジボールなど。生徒の意思が優先される為、変更される事もある）が行われる。研修旅行と日程が重なるため、2年次は下旬に行う。
- 踏破会（11月） - 1960年（昭和35年）より実施。小貝川堤防沿いに、男子28.8km（制限時間5時間）・女子16.4km（制限時間3.5時間）を歩く行事であったが、附属中開校に合わせ、踏破会に名称が変更。高校生男子が16km・高校生女子が12km、中学生男子が12km・中学生女子が8kmの距離となり、制限時間は全学年、全性別2.5時間となった。
- 海外語学研修（2月下旬～3月上旬） - 2017年度（平成29年度）より開始。フィリピンセブ島で、フィリピン人および英米のネイティブスピーカーの講師による英語の授業を2週間受講する。休日は外出して異文化体験学習などを行う。希望者のみ参加。

## 部活動
「文武両道」を謳い、運動部・文化部におよそ8割の生徒が所属。

野球部は1900年創部で、同校において歴史のある部である。1955年には甲子園の北関東予選で決勝に進んだ。
応援団は長らく委員会制をとっていたが、2018年度（平成30年度）から部活動として復帰した。団内にリーダー部、チアリーディング部の2パートを置く。

吹奏楽部は1963年創部で、文化部の中でも歴史ある部の一つである。これまでもコンクール県大会において数回 金賞を受賞しており、2007年度には県代表として上位大会である東関東吹奏楽コンクール（東日本学校吹奏楽大会予選）へ初出場し、銀賞を受賞。2008年度も東関東大会へ進んだ。2012年度・2013年度は2年連続で東関東大会へ出場している。
演劇部は県内有数の強豪校であり、関東大会出場や毎年8月に行われるサマフェスへの出場歴がある。新本館完成の時は記念公演をセンターホールにて行った。県大会へは16年連続出場を誇る。
弁論部は2006年から活動を再開し、全国高等学校弁論大会（國學院大學主催）優勝などを果たしている。

### 運動部
- 野球部
- サッカー部
- 陸上部
- 卓球部
- 弓道部
- 柔道部
- 剣道部
- ハンドボール部 （男・女）
- バスケットボール部 （男・女）
- バレーボール部 (男・女)
- バドミントン部
- ソフトテニス部
- 硬式テニス部
- 水泳部
- 應援團

### 文化部
- 吹奏楽部
- 音楽部
- 演劇部
- 軽音楽部
- 英語研究部（ESC）
- 美術部
- 書道部
- 文芸部
- 漫画研究部
- 理化部化学班
- 理化部天文班
- 理化部写真班
- 生物部
- 社会部
- 弁論部
- 将棋部
- 料理研究部

### 同好会・愛好会
- WAW同好会
- 茶道愛好会

## 学校関係者と組織

### 著名な出身者

#### 卒業生
- 風見章 - 衆議院議員、第1次近衛内閣書記官長、第2次近衛内閣司法大臣
- のめる石塚（新宿のめる・はける）-お笑い芸人
- 飯村五郎 - 衆議院議員、立憲政友会、昭和会
- 登坂重次郎 - 大蔵官僚、衆議院議員、自由民主党
- 山口武平 - 元茨城県議会議員、自由民主党茨城県支部最高顧問、済美同窓会第4代会長・名誉会長
- 片庭正雄 - 元茨城県つくばみらい市長
- 高杉徹 - 元常総市長
- 木村敏文 - 坂東市長
- 松本作衛 - 農林水産事務次官、農林漁業金融公庫総裁、農林水産技術会議会長、農業者大学校校長
- 蓬田修士 - ミュージシャン、CX系 バラエティ「めちゃイケ」の「ヨモギダ少年愚連隊」シリーズの中心人物
- 笠原伸夫 - 日本大学名誉教授
- 宮島達夫 - 京都橘大学文学部教授、国立国語研究所名誉所員
- 大里晴信 - 元プロ野球セントラル・リーグ審判部長
- 安藤信哉 - 洋画家
- 小西良太郎 - 音楽プロデューサー、音楽評論家、エッセイスト
- 菱川勢一 - 武蔵野美術大学教授、クリエイティブディレクター、アートディレクター、映像作家、写真家
- 角宮悦子 - 歌人
- 小針藤男 - 東京電機大学名誉教授 、剣道教士（七段）
- 山崎理恵子- 画家、原爆ドーム合作絵画の会初代主宰

#### 元生徒
- 多田富雄 - 東京大学医学部名誉教授。免疫学者、随筆家。茨城県立結城第二高等学校に転校。

### 教諭
- 稲田義行 - 2012年度から本校の社会科教諭。同分野の一般書・学習参考書の著者。

### 同窓会
- 「済美（せいび）同窓会」と称する。卒業と同時に加入。
- 「済美」という言葉は、『春秋左氏伝』の「此十六族也、世々済其美、不隕其名<此の十六族や、世々其の美を済（な）し、其の名を隕（おと）さず>」（文公18年）に由来。年1回発行される生徒会誌の名も「済美」。図書室も、かつて独立棟であった頃の名残で「済美図書館」と呼ばれる。
- 1950年から10年ごとに記念事業を行なっており、学校内の建築物のうちの多くが記念事業の一環として建てられたものである（後述）。

## 施設

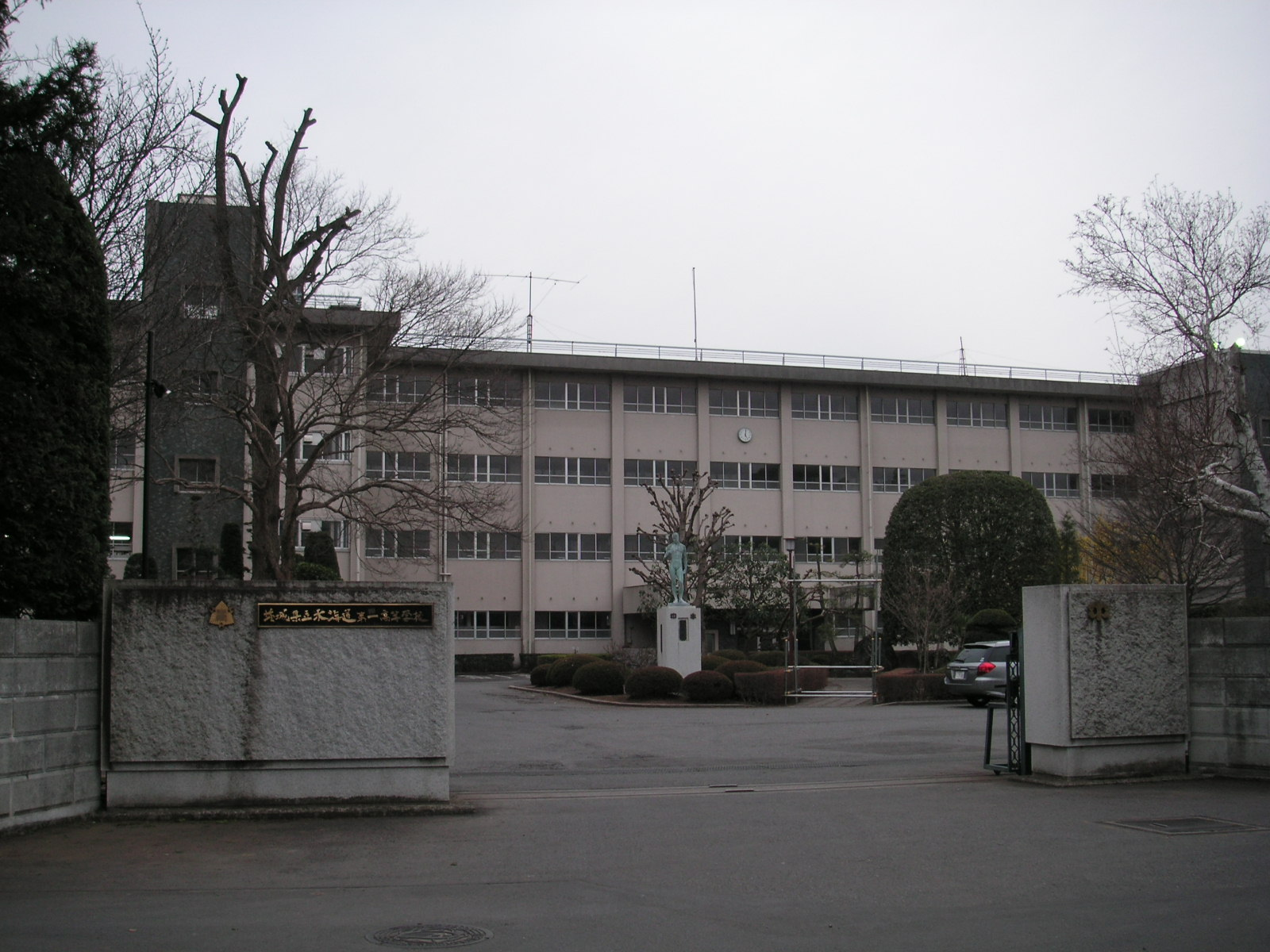
正門と旧本館

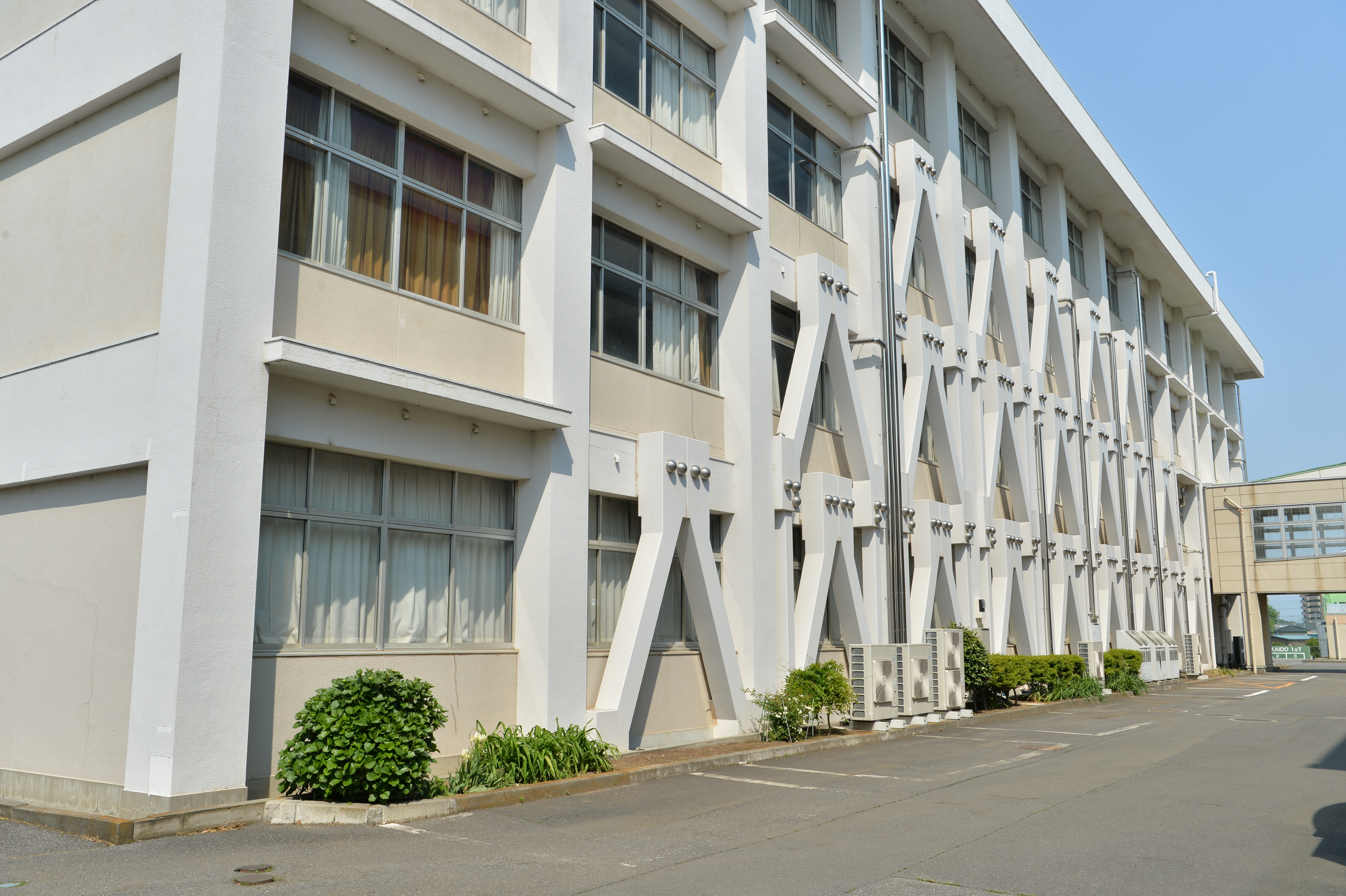
特別教室棟

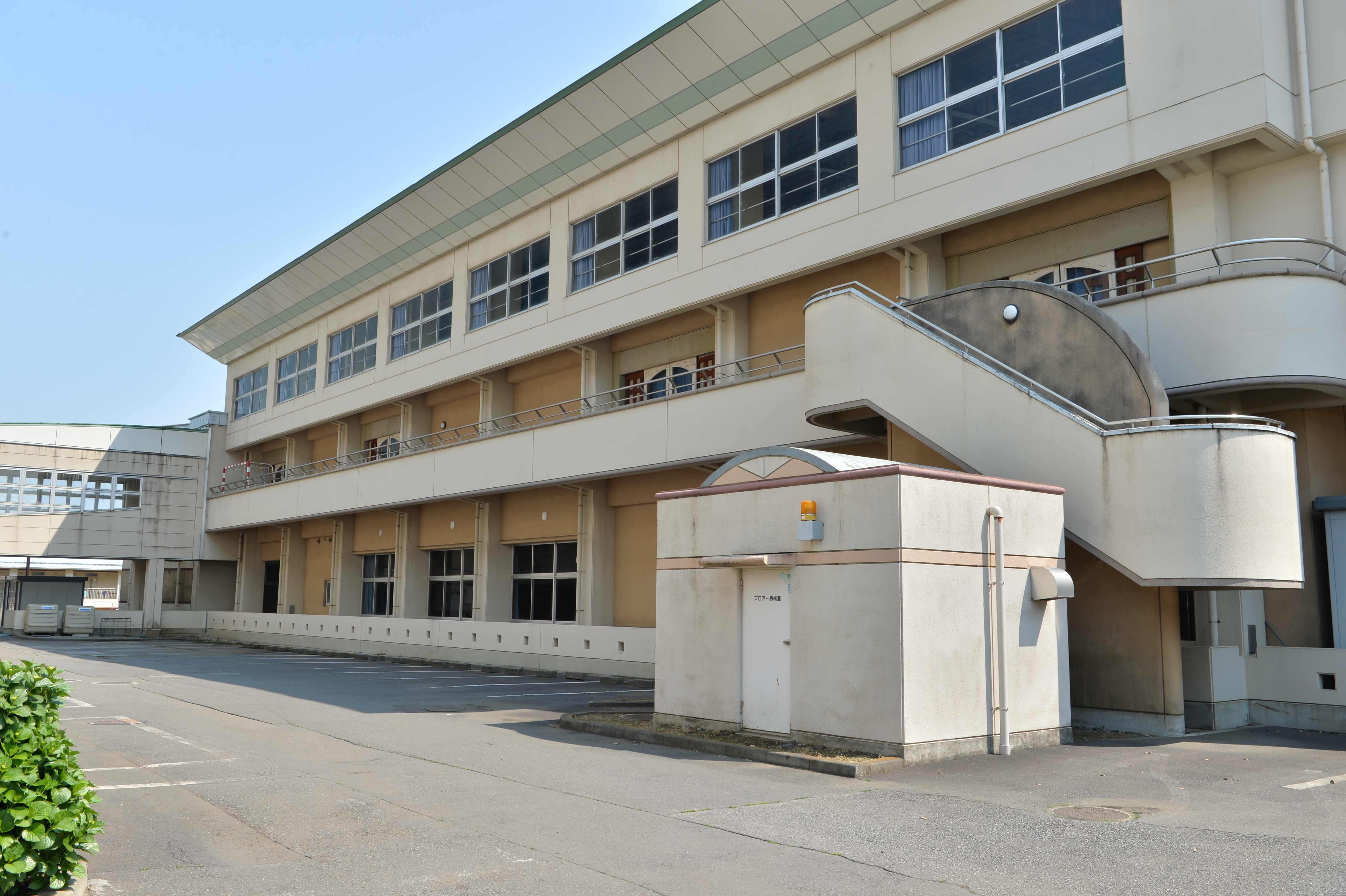
体育館

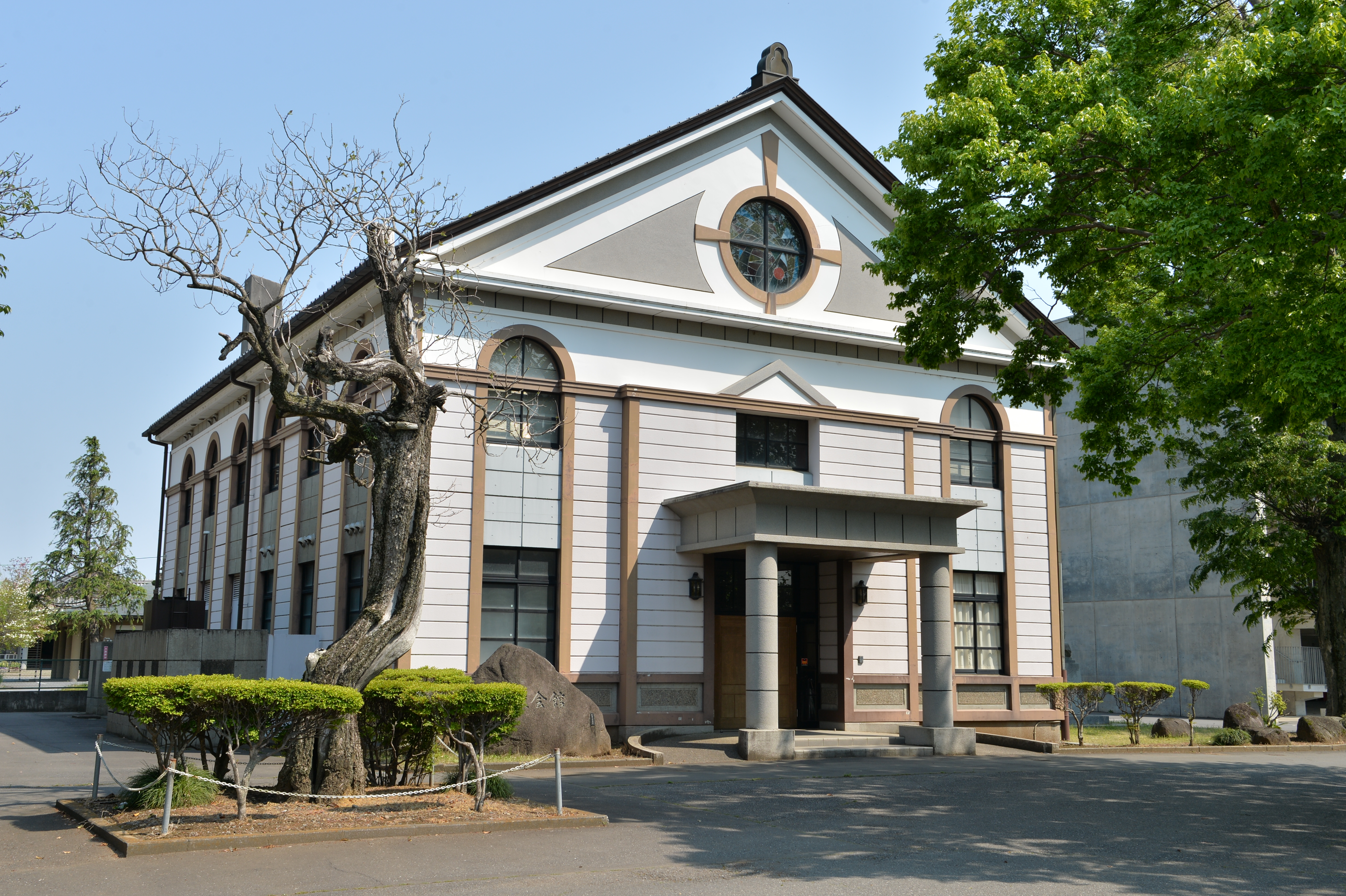
亀陵会館

- 旧本館 （取り壊され現存しない） - 4階建て。耐震補強工事未施工。全館冷房（普通教室21教室の全てに、費用PTA負担により空調設備設置。2005年8月18日より稼動開始。深夜電力活用の氷蓄熱利用の空調設備で、各教室ごとに室外機を備え温度管理する方式。稼動時期は夏季休業をはさんで6～9月及び冬の暖房補助の役割も果たす。後述の新本館建設・供用開始により取り壊され、2014年現在 存在しない。
- 本館 （2012年12月22日より使用開始） - 2012年12月22日より使用を開始した新校舎。5階建て。従前のテニスコートの場所（テニスコートになる前は体育館があった場所）に建設された。新しいテニスコートは旧本館の位置に作られている。教室と教室の間に小人数授業用のアッセンブリー教室というものがある。これにより移動教室がかなり減った。校舎の中央は3階から5階にかけて吹き抜けとなっており、センターホールというものがある。集会などに使用されるとのことだが、構造上、騒音になるため 授業期間中に使用されることはない。床暖房を備える。教室として使用されるのは3階から5階である。5階が1年、4階が2年、3階が3年である。2階は職員室が大半を占める。1階は講義室、保健室、国語科室、英語科室、数学科室がある。現在講義室は定時制の教室として使用されている。生徒用昇降口は土地形状の関係で2階に存在する。
- 給食室 - 特別教室棟の西隣に位置。定時制用。
- 特別教室棟 - 4階建て。耐震補強工事済。旧本館とともに創立70周年記念事業の一環として建設。
- 体育館 - 複層式 : 1階が 柔道場・剣道場・トレーニングルームなど、2階が体育館アリーナ。創立95周年記念の位置付けで、1995年着工・1996年竣工。（従前のテニスコートの場所）
- 済美会館 - 同窓会館。1階が 文化部部室（吹奏楽部・演劇部・英語研究部）、2階が音楽室 及び 準備室（元々 会議室等であったものを、単位制移行に伴い音楽の授業が新設されるのに合わせて改造）。創立80周年記念事業の一環として建てられた。
- 亀陵会館 - セミナー室、合宿施設。かつての講堂の外観を模して設計されたもので、創立100周年記念事業の一環として建てられた。（従前の柔剣道場・卓球場の場所）
- 弓道場
- グラウンド - 野球グラウンド、陸上トラック、テニスコート 他。
- 運動部部室棟

## その他

### 旧講堂
かつて、水海道一高には木造校舎の中でも特徴ある大きな講堂があった。これは1904年（明治37年）頃の建築家・駒杵勤治の設計によるものであるが、取り壊されており現存しない。この、駒杵による同時期・同デザインの3校（水海道一高・竜ヶ崎一高・太田一高）の講堂のうち、現存するものは太田一高のみ（重文指定）である。セミナー室・合宿施設を有する「亀陵会館」は、この旧講堂の外観を模して設計された。

### ロケ地
高校のある常総市では、旧・水海道市にフィルムコミッションが設立され、近年、積極的にドラマや映画のロケを受け入れている関係もあり、本校が撮影で使われることもある。
- 映画「ピンポン」 - 旧本館屋上などが使用された。

## 周辺
- 報国寺
- 水海道天満宮（水海道天神社）
- 常総市立水海道小学校
- 常総市立図書館
- 関東鉄道常総線水海道駅